# Gonzalo Palacín
Gonzalo Palacín Guarné (Monzón, 9 de febrero de 1984) es un político español, diputado por Huesca en el Congreso durante las XI y XII legislaturas.

## Biografía
Licenciado en Ciencias Económicas por la Universidad de Barcelona, máster en Mercados Financieros por la Universidad Pompeu Fabra, máster en Creación, Gestión y Desarrollo de Franquicias por la Universidad de Barcelona y máster en Banca Comercial por la Universidad de Alcalá. Ha desarrollado su carrera profesional en el ámbito de la banca y la gestión de dos negocios de hostelería en su ciudad natal.
Se afilió al PSOE a los 20 años. Es secretario general del partido en Monzón y desde 2015 es concejal en dicho ayuntamiento, donde está al cargo de las áreas de Urbanismo, Desarrollo y Festejos. Tras las elecciones generales de 2015, fue elegido diputado por Huesca al Congreso y reelegido en 2016.